# 国民議会 (パラオ)
国民議会（こくみんぎかい、英語: National Congress, パラオ語: Olbiil era Kelulau）は、パラオの立法府である。

## 概要
上院に相当する元老院と下院に相当する代議院の両院で構成する。
元老院は大選挙区完全連記制で選出され、任期4年、定数は2016年総選挙から13から11に減員された。
代議院は小選挙区制で任期4年、定数は16である。